# Straufhain (gmina)
Straufhain – miejscowość i gmina w Niemczech, w kraju związkowym Turyngia w powiecie Hildburghausen, od 31 grudnia 2013 wchodzi w skład wspólnoty administracyjnej Heldburger Unterland.